# Mikrometeorit

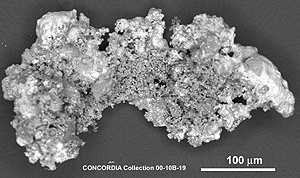
Mikrometeorit nalezený ve sněhu v Antarktidě

Mikrometeorit je velice malý meteorit, tedy kousek materiálu dopadlého na povrchu planety, který obvykle váží méně než gram. Mikrometeority nacházené na Zemi jsou většinou kovové a řadí se do skupiny sideritů. Je to dáno tím, že kamenné chondrity podlehnou rychlé erozi, a jejich objevení je tedy mnohem složitější. Mikrometeority běžně dopadají i na města.
Malé částice pohybující se prostorem ve vesmíru se nazývají mikrometeoroidy. I přes svoje malé rozměry se může jednat o velice nebezpečná tělesa. Mohou se totiž pohybovat obrovskou rychlostí, takže i malé zrnko má značnou kinetickou energii. Při střetu s astronautem či kosmickou lodí by mohly poškodit ochranné prvky a vést ke zranění, smrti či zničení zařízení.
Mikrometeoroidy jsou součástí kosmického prachu, ze kterého vznikly hvězdy a planety.